# Evita (bướm đêm)
Evita là một chi bướm trong họ Geometridae.

## Các loài
- Evita blandaria
- Evita hyalinaria
- Evita perpectinata